# Produktionsteknik
Produktionsteknik innebär att på ett effektivt sätt med hög säkerhet utveckla en industriell produktion samt upprätthålla den på det tekniska planet.
Produktionstekniker kallas de som arbetar med produktionsteknik.